# Campionati mondiali di nuoto in vasca corta 2021 - 100 metri dorso maschili
La gara di nuoto dei 100 metri dorso maschili dei Campionati mondiali di nuoto in vasca corta 2021 è stata disputata il 16 e il 17 dicembre 2021 presso l'Etihad Arena ad Abu Dhabi negli Emirati Arabi Uniti.
Vi hanno preso parte 56 atleti da 49 nazioni.

## Podio
| Posizione | Atleta             | Nazionalità      |
| --------- | ------------------ | ---------------- |
| Oro       | Shaine Casas       | Stati Uniti      |
| Argento   | Kliment Kolesnikov | Fed. Nuoto Russa |
| Bronzo    | Robert Glințǎ      | Romania          |

## Programma
| Data             | Ora   | Turno      |
| ---------------- | ----- | ---------- |
| 16 dicembre 2021 | 10:56 | Batterie   |
| 16 dicembre 2021 | 12:42 | Spareggio  |
| 16 dicembre 2021 | 18:16 | Semifinali |
| 17 dicembre 2021 | 18:07 | Finale     |

## Record
Prima della manifestazione il record del mondo e il record dei campionati erano i seguenti.
| Record mondiale       | 48.33 | Coleman Stewart Stati Uniti | 29 agosto 2021 Napoli, Italia               |
| Record dei campionati | 48.95 | Stanislav Donets Russia     | 19 dicembre 2010 Dubai, Emirati Arabi Uniti |

## Risultati

### Batterie[2]
I migliori 16 tempi accedono alle semifinali.
| Pos | Batt | Corsia | Nome                   | Nazione                       | Tempo   | Note  |
| --- | ---- | ------ | ---------------------- | ----------------------------- | ------- | ----- |
| 1   | 4    | 3      | Kacper Stokowski       | Polonia                       | 50.38   | Q     |
| 1   | 4    | 4      | Guilherme Guido        | Brasile                       | 50.38   | Q     |
| 3   | 6    | 0      | Shaine Casas           | Stati Uniti                   | 50.40   | Q     |
| 3   | 6    | 6      | Lorenzo Mora           | Italia                        | 50.40   | Q     |
| 5   | 4    | 5      | Pavel Samusenko        | Fed. Nuoto Russa              | 50.52   | Q     |
| 6   | 6    | 4      | Kliment Kolesnikov     | Fed. Nuoto Russa              | 50.55   | Q     |
| 7   | 5    | 5      | Apostolos Christou     | Grecia                        | 50.80   | Q     |
| 8   | 5    | 4      | Robert Glințǎ          | Romania                       | 50.83   | Q     |
| 9   | 6    | 5      | Christian Diener       | Germania                      | 50.88   | Q     |
| 10  | 5    | 3      | Gabriel Fantoni        | Brasile                       | 50.92   | Q     |
| 11  | 5    | 6      | Thomas Ceccon          | Italia                        | 51.01   | Q     |
| 12  | 5    | 2      | Tomáš Franta           | Rep. Ceca                     | 51.04   | Q     |
| 13  | 6    | 1      | Armin Evert Lelle      | Estonia                       | 51.09   | Q, NR |
| 14  | 6    | 3      | Radosław Kawęcki       | Polonia                       | 51.25   | Q     |
| 15  | 6    | 7      | Hugo Gonzáles          | Spagna                        | 51.35   | Q     |
| 16  | 4    | 7      | Markus Lie             | Norvegia                      | 51.46   | q     |
| 16  | 6    | 2      | Yohann Ndoye-Brouard   | Francia                       | 51.46   | q     |
| 18  | 5    | 0      | Mewen Tomac            | Francia                       | 51.50   |       |
| 18  | 5    | 7      | Jan Čejka              | Rep. Ceca                     | 51.50   |       |
| 20  | 4    | 2      | Ole Braunschweig       | Germania                      | 51.87   |       |
| 21  | 5    | 1      | Rasim Oğulcan Gör      | Turchia                       | 51.92   |       |
| 22  | 5    | 9      | Ádám Telegdy           | Ungheria                      | 52.07   |       |
| 23  | 3    | 4      | Roman Mityukov         | Svizzera                      | 52.19   |       |
| 24  | 4    | 6      | Viktar Staselovich     | Bielorussia                   | 52.25   |       |
| 25  | 4    | 1      | Yeziel Morales         | Porto Rico                    | 52.26   |       |
| 26  | 5    | 8      | Won Young-jun          | Corea del Sud                 | 52.54   |       |
| 27  | 4    | 8      | Francisco Santos       | Portogallo                    | 52.78   |       |
| 28  | 4    | 9      | Srihari Nataraj        | India                         | 52.81   | NR    |
| 29  | 3    | 9      | Jack Kirby             | Barbados                      | 52.82   | NR    |
| 30  | 6    | 8      | Ronny Brännkärr        | Finlandia                     | 52.90   |       |
| 31  | 6    | 9      | Lau Shiu Yue           | Hong Kong                     | 52.96   |       |
| 32  | 3    | 6      | Kaloyan Levterov       | Bulgaria                      | 53.21   |       |
| 33  | 3    | 2      | Song Yukuan            | Cina                          | 53.54   |       |
| 34  | 2    | 5      | Max Mannes             | Lussemburgo                   | 53.63   |       |
| 35  | 2    | 3      | Jerard Jacinto         | Filippine                     | 53.69   | NR    |
| 36  | 4    | 0      | Michael Laitarovsky    | Israele                       | 53.82   |       |
| 37  | 3    | 5      | Oleksandr Zheltyakov   | Ucraina                       | 53.90   |       |
| 38  | 3    | 8      | Charles Hockin         | Paraguay                      | 54.22   |       |
| 39  | 2    | 4      | I Gede Siman Sudartawa | Indonesia                     | 54.27   |       |
| 40  | 3    | 1      | Tonnam Kanteemool      | Thailandia                    | 54.54   | NR    |
| 41  | 2    | 1      | Akalanka Peiris        | Sri Lanka                     | 54.83   |       |
| 42  | 2    | 8      | Steven Aimable         | Senegal                       | 54.86   |       |
| 43  | 3    | 0      | Ziyad Saleem           | Sudan                         | 54.99   |       |
| 44  | 2    | 7      | Filippos Iakovidis     | Cipro                         | 55.00   | NR    |
| 45  | 3    | 3      | Maximillian Wilson     | Isole Vergini Americane       | 55.42   |       |
| 46  | 2    | 2      | Julio Pérez            | Costa Rica                    | 55.55   |       |
| 47  | 2    | 9      | Felipe Jaramillo       | Ecuador                       | 56.28   |       |
| 48  | 3    | 7      | Abdellah Ardjoune      | Algeria                       | 56.94   |       |
| 49  | 2    | 0      | Ali Al-Zamil           | Kuwait                        | 57.58   |       |
| 50  | 1    | 4      | Mekhayl Engel          | Curaçao                       | 57.98   |       |
| 51  | 2    | 6      | Omar Al-Rowaila        | Bahrein                       | 58.30   |       |
| 52  | 1    | 6      | Juhn Tenorio           | Isole Marianne Settentrionali | 58.85   |       |
| 53  | 1    | 3      | Rashad Alguliyev       | Azerbaigian                   | 58.96   |       |
| 54  | 1    | 2      | Juwel Ahmmed           | Bangladesh                    | 59.81   |       |
| 55  | 1    | 5      | Ahmed Al-Marzooqi      | Emirati Arabi Uniti           | 1:02.99 |       |
| 56  | 1    | 7      | Ali Imaan              | Maldive                       | 1:03.02 |       |

#### Spareggio[3]
Allo spareggio prendono parte i due tempi arrivati alla pari al sedicesimo posto nelle batterie. Chi vince passa in semifinale.
| Pos | Corsia | Nome                 | Nazione  | Tempo | Note |
| --- | ------ | -------------------- | -------- | ----- | ---- |
| 1   | 5      | Yohann Ndoye-Brouard | Francia  | 51.09 | Q    |
| 2   | 4      | Markus Lie           | Norvegia | 51.21 |      |

### Semifinali[4]
I migliori 8 tempi accedono alla finale
| Pos | Batt | Corsia | Nome                 | Nazione          | Tempo | Note |
| --- | ---- | ------ | -------------------- | ---------------- | ----- | ---- |
| 1   | 1    | 3      | Kliment Kolesnikov   | Fed. Nuoto Russa | 49.57 | Q    |
| 1   | 2    | 5      | Shaine Casas         | Stati Uniti      | 49.57 | Q    |
| 3   | 2    | 6      | Apostolos Christou   | Grecia           | 49.89 | Q    |
| 4   | 2    | 4      | Kacper Stokowski     | Polonia          | 49.94 | Q    |
| 5   | 1    | 5      | Lorenzo Mora         | Italia           | 49.99 | Q    |
| 6   | 1    | 4      | Guilherme Guido      | Brasile          | 50.05 | Q    |
| 7   | 2    | 3      | Pavel Samusenko      | Fed. Nuoto Russa | 50.11 | Q    |
| 8   | 1    | 6      | Robert Glințǎ        | Romania          | 50.21 | Q    |
| 9   | 2    | 7      | Thomas Ceccon        | Italia           | 50.22 |      |
| 10  | 2    | 2      | Christian Diener     | Germania         | 50.30 |      |
| 11  | 1    | 2      | Gabriel Fantoni      | Brasile          | 50.34 |      |
| 12  | 1    | 7      | Tomáš Franta         | Rep. Ceca        | 50.59 | NR   |
| 13  | 1    | 1      | Radosław Kawęcki     | Francia          | 50.88 |      |
| 14  | 1    | 8      | Yohann Ndoye-Brouard | Francia          | 50.96 |      |
| 15  | 2    | 1      | Armin Evert Lelle    | Estonia          | 51.00 | NR   |
| 16  | 2    | 8      | Hugo Gonzáles        | Spagna           | 51.34 |      |

### Finale[5]
| Pos | Corsia | Nome               | Nazione          | Tempo | Note |
| --- | ------ | ------------------ | ---------------- | ----- | ---- |
| 1   | 5      | Shaine Casas       | Stati Uniti      | 49.23 |      |
| 2   | 4      | Kliment Kolesnikov | Fed. Nuoto Russa | 49.46 |      |
| 3   | 8      | Robert Glințǎ      | Romania          | 49.60 |      |
| 4   | 1      | Pavel Samusenko    | Fed. Nuoto Russa | 49.65 |      |
| 5   | 6      | Kacper Stokowski   | Polonia          | 49.80 |      |
| 5   | 7      | Guilherme Guido    | Brasile          | 49.80 |      |
| 7   | 3      | Apostolos Christou | Grecia           | 49.91 |      |
| 8   | 2      | Lorenzo Mora       | Italia           | 49.93 |      |